# 유종 (장사효왕)
장사효왕 유종(長沙孝王 劉宗, ? ~ 기원전 43년? 42년?)은 중국 전한의 제후왕으로, 장사왕이다. 장사날왕 유건덕의 아들이며 장사양왕 유단의 아우다.
장사양왕 2년(기원전 48년)에 형이 아들 없이 죽어 폐지된 장사국을 다시 받아서 장사왕의 가문을 이어 장사왕이 됐다. 한서 제후왕표에서는 초원 4년(기원전 45년)에 즉위해 장사효왕 3년(기원전 43년)에 죽었다고 하고, 경십삼왕전에서는 초원 3년(기원전 46년)에 즉위해 장사효왕 5년(기원전 42년)에 죽었다 한다.

## 가계
- 장사날왕 유건덕
  - 장사양왕 유단
  - 장사효왕 유종
    - 장사목왕 (또는 장사유왕) 유노인
    - 안평희후 유습
    - 양산절후 유종
    - 상향후 유창

안평희후·양산절후는 초원 원년(기원전 48년) 3월에 봉해졌다.
상향후는 건평 4년(기원전 3년) 5월에 봉해졌다. 왕자후표에는 부왕이 '장사왕'이라고만 적혀 있으나, 《문헌통고》에 따르면 장사효왕이다.